# Eva Bočková
Eva Bočková (* 19. června 1946, Praha) je česká šperkařka a sochařka.

## Život
Narodila se 19. června 1946 v Praze. V letech 1960–1964 studovala na Střední uměleckoprůmyslové škole sklářské v Železném Brodě a poté absolvovala dvouletou praxi v bižuterním průmyslu. V letech 1965–1971 studovala na Vysoké škole uměleckoprůmyslové v Praze v sochařském ateliéru prof. Josefa Malejovského, a speciálním ateliéru pro zpracování kovů u doc. Josefa Nušla.
Roku 1971 získala za šperk stříbrnou medaili na Mezinárodní výstavě bižuterie Jablonec '71

## Dílo
Výtvarný názor Evy Bočkové se projevuje tvarovou střídmostí jejích šperků. Geometricky vymezené leštěné plochy vytvářejí v sestavě kovových destiček hru světel a stínů. Jako kontrastní plochy užívá barevné smalty.
Kromě šperků je autorkou soch ve veřejném prostoru – např. dětské betonové prolézačky ve tvaru Möbiovy pásky v Praze-Michli nebo hlavního lustru v hledišti Moravského divadla Olomouc.

### Výstavy (výběr)
- 1990 Kov a šperk: Oborová výstava, Galerie Václava Špály, Praha